# Latarnia morska Les Mamelles
Latarnia morska Les Mamelles (fr. Phare des Mamelles) – znak nawigacyjny w postaci wieży znajdujący się około 7,5 km na południowy wschód od przylądka Almadi, na jednym z dwóch wzgórz Deux Mamelles, w dzielnicy Ouakam w Dakarze, stolicy Senegalu, około 9 km na północny zachód od centrum miasta.
Cylindryczna wieża ma 16 metrów wysokości. Przy niej znajduje się dwukondygnacyjny dom latarników. Cała konstrukcja pomalowana jest na biało. Światło umiejscowione 120 m n.p.m. nadaje 1 błysk co 5 sekund w kolorze białym. Światło emitowane jest przez 1000 watową żarówkę halogenową o żywotności 3000 godzin i działającą na prąd przemienny o napięciu 220 woltów, która wzmacniana jest przez soczewkę Fresnela drugiego rzędu. Zasięg światła wynosi 36 mil morskich. Na parterze, w maszynowni znajduje się agregat prądotwórczy.
Obiekt został wybudowany w 1864 roku. Pierwotnie źródłem światła na latarni była lampa naftowa. Obecnie jest zelektryfikowana, jednak zapłon latarni jest ręczny, a soczewkę obraca system wahadeł. Istnieje możliwość zwiedzania latarni z przewodnikiem codziennie od 9:00 do 18:00. Rozciąga się z niej widok na Półwysep Zielonego Przylądka i Îles de la Madeleine. W pobliżu, na bliźniaczym wzgórzu znajduje się pomnik afrykańskiego renesansu. Latarnia morska Les Mamelles jest jedną z głównych atrakcji turystycznych Dakaru. W 1966 podczas Światowego Festiwal Sztuki Czarnych to miejsce odwiedzili Léopold Sédar Senghor i Elżbieta II. Od kwietnia 2016 przy latarni funkcjonuje hotel i bar. Odbywają się tu koncerty i inne występy artystyczne.

## Galeria

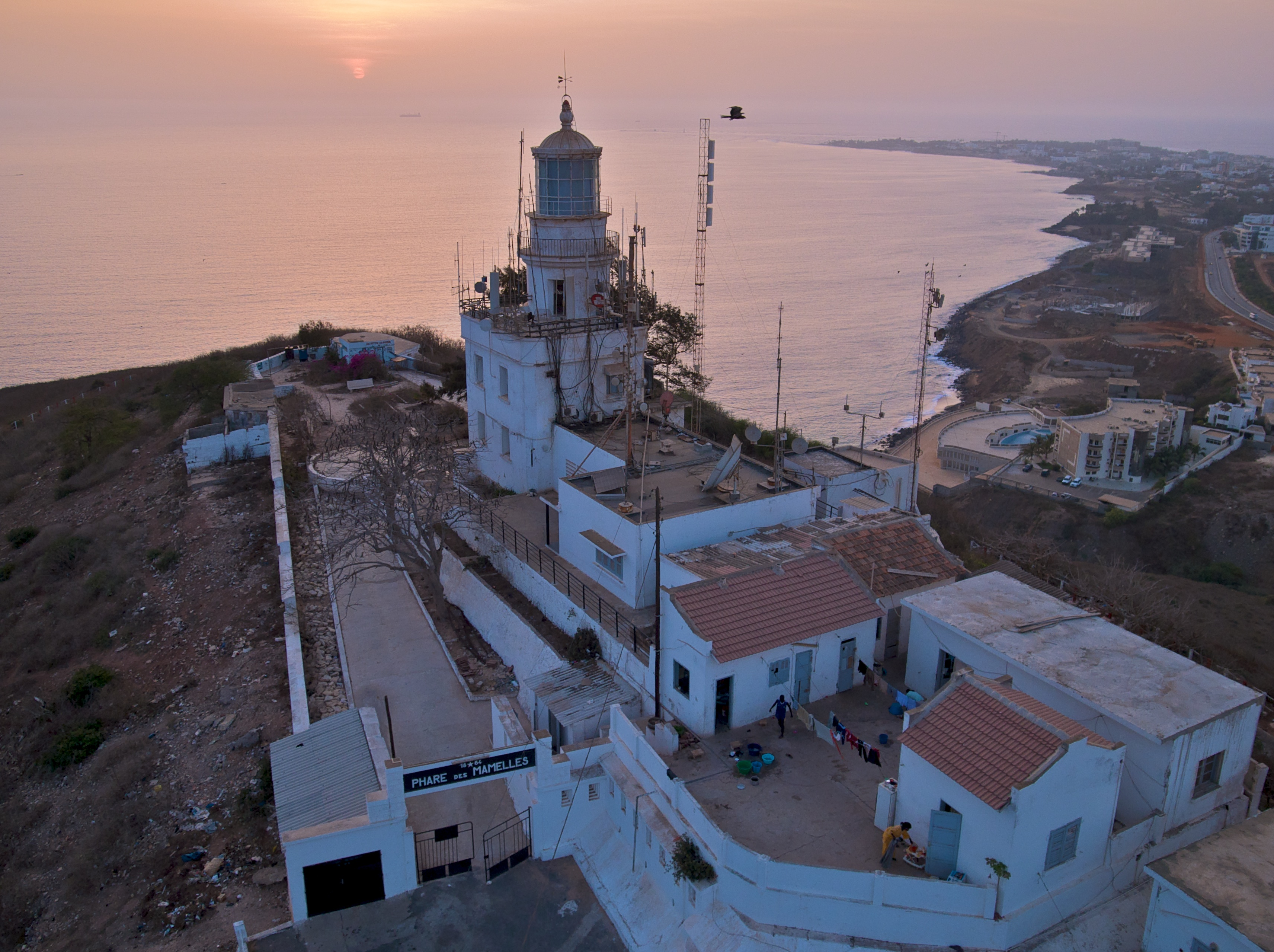
Latarnia morska na tle oceanu i przylądka Almadi.
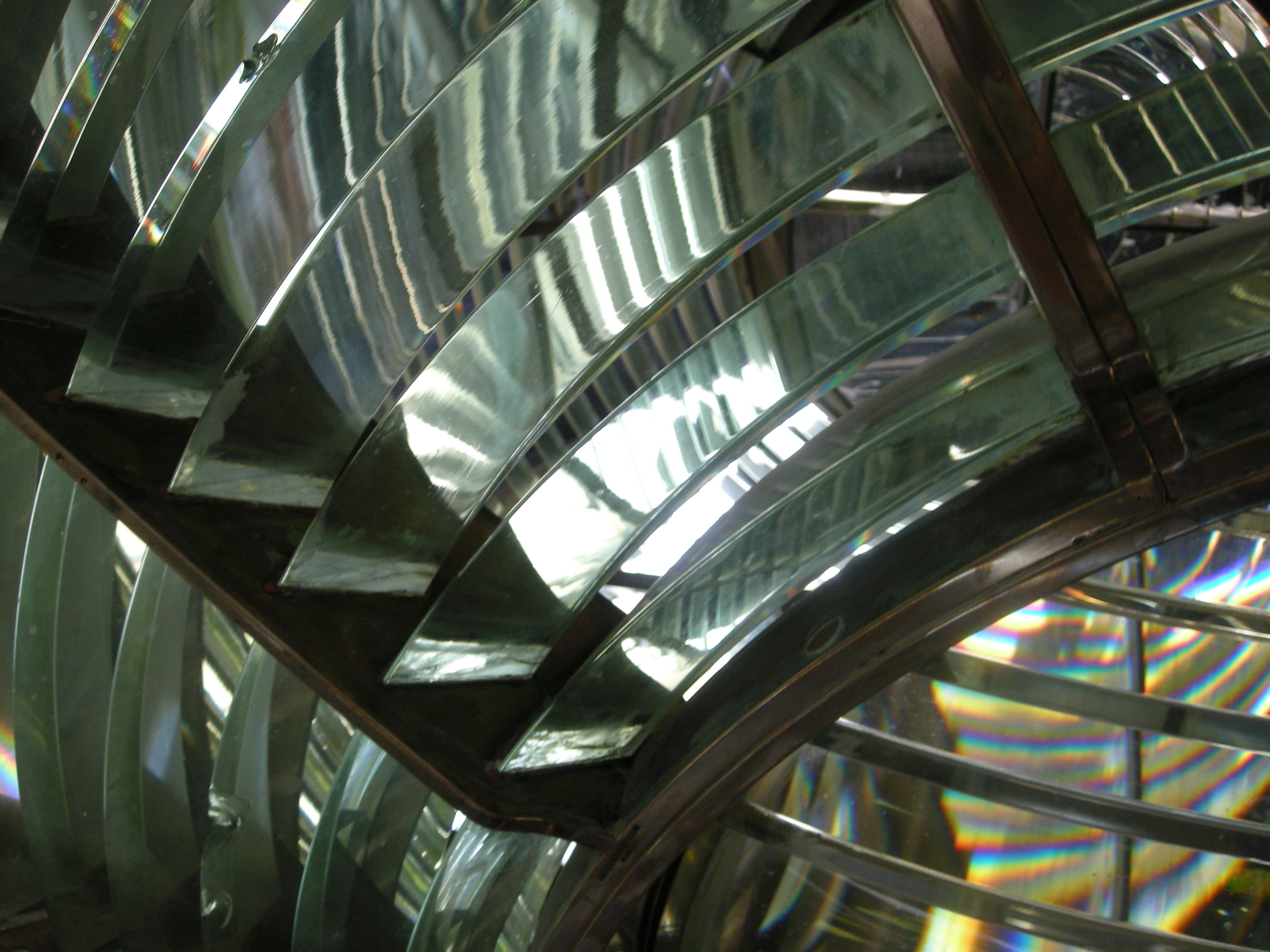
Soczewka Fresnela
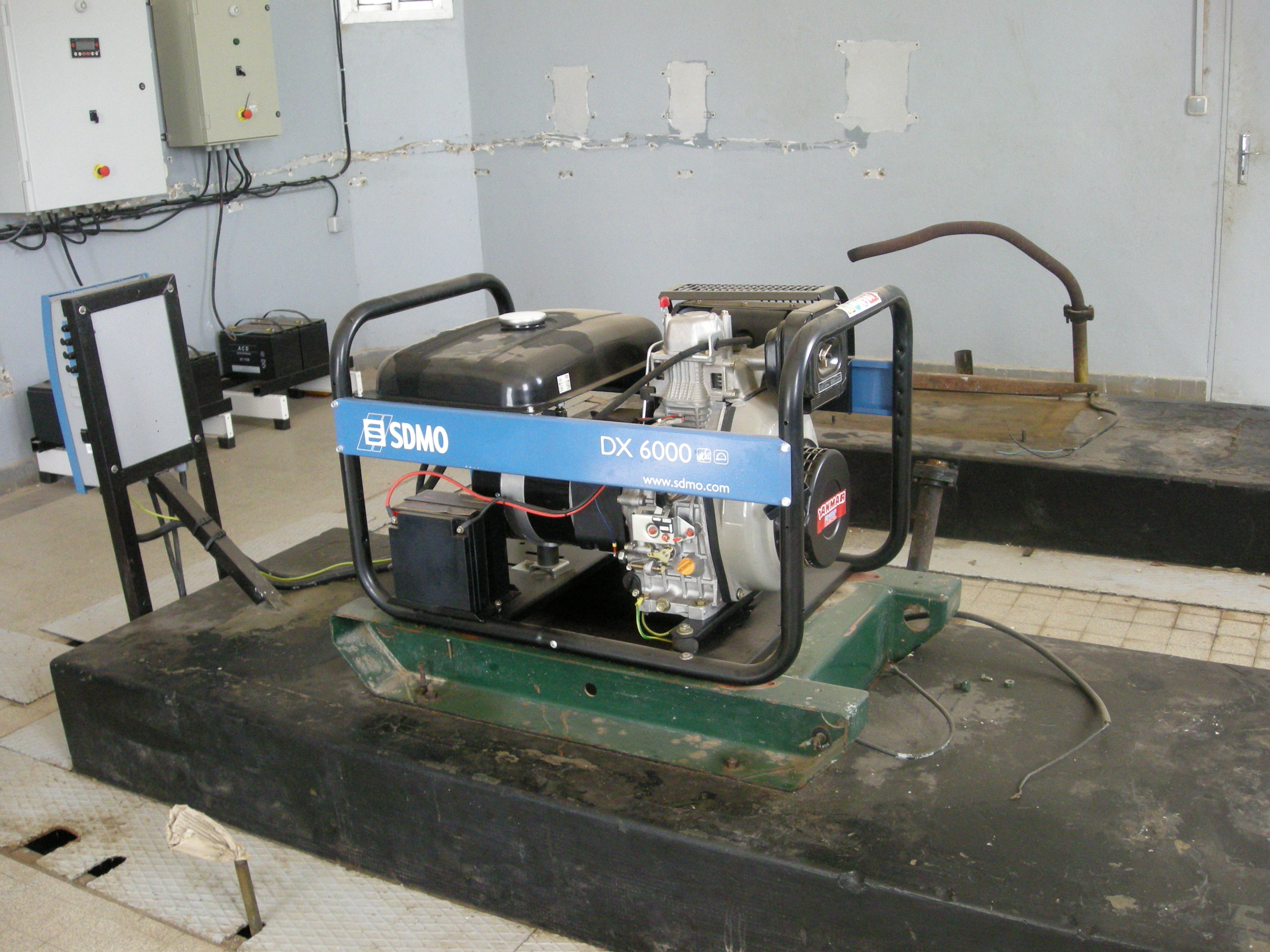
Agregat
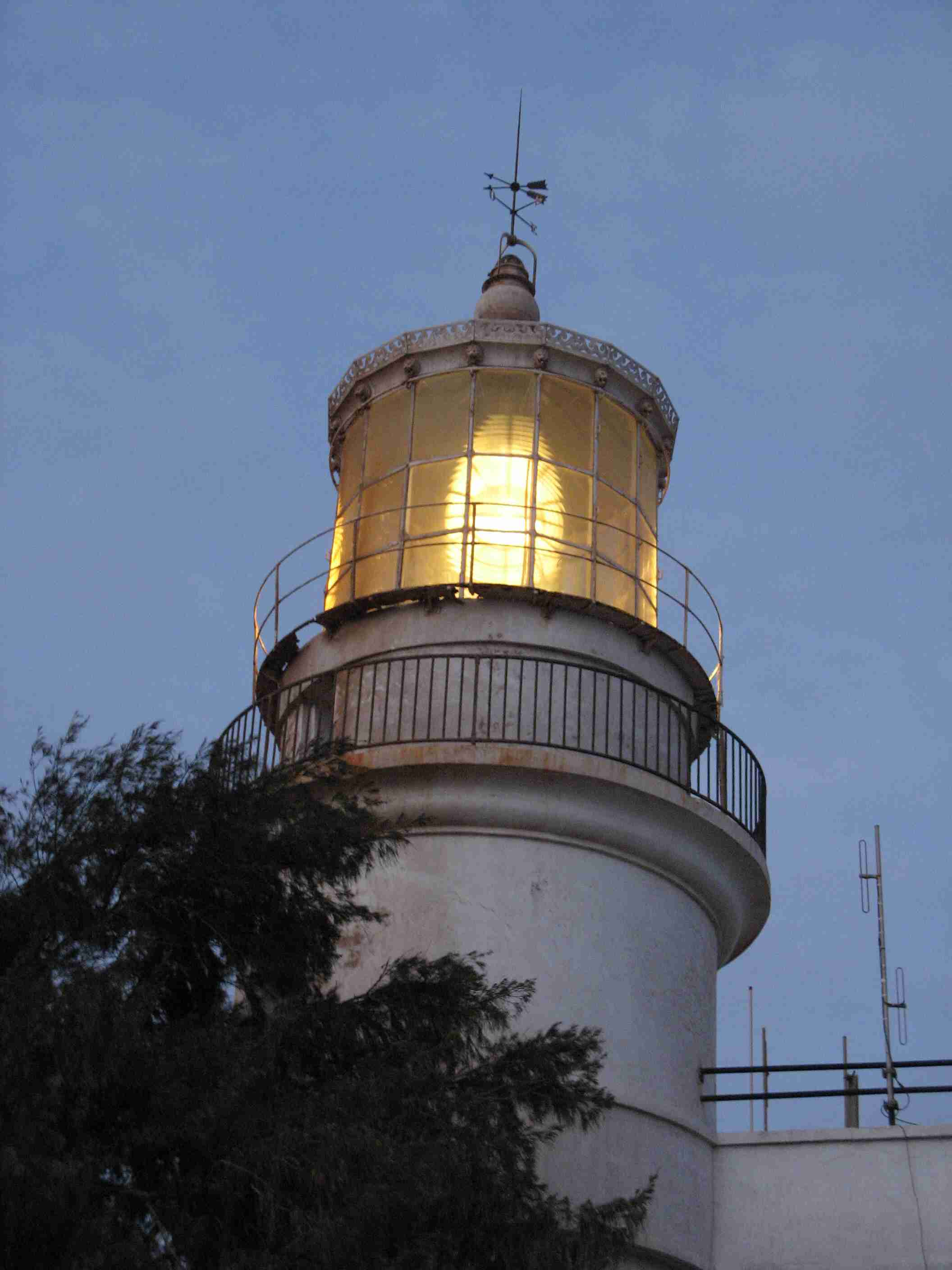
Świecąca latarnia
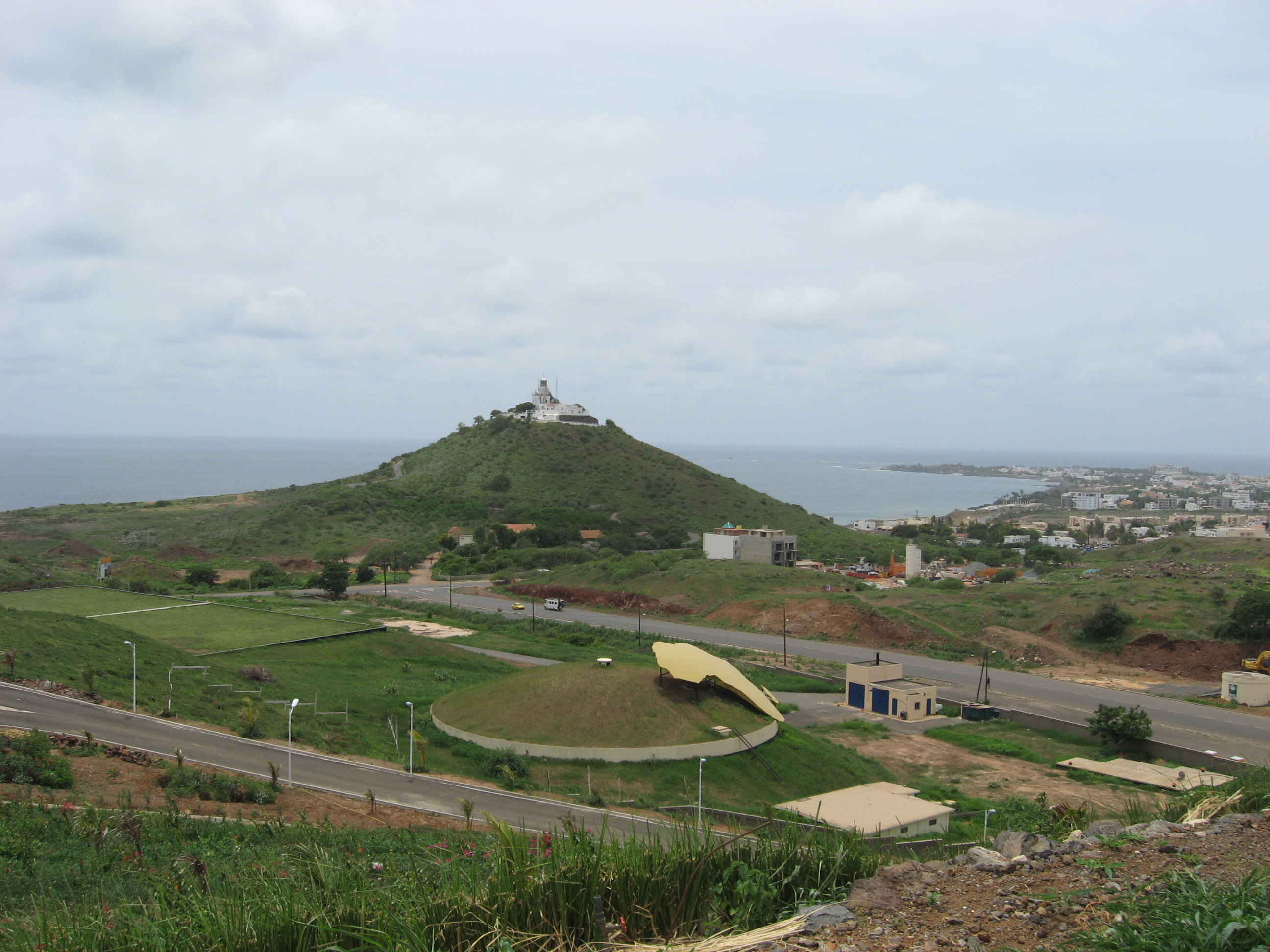
Wzgórze latarni morskiej widziane spod pomnika afrykańskiego renesansu